# Pitocrito
Pitòcrito (in greco antico: Πυθόκριτος?, Pythókritos, in latino Pythocrĭtus; Rodi, II secolo a.C. – II secolo a.C.) è stato uno scultore greco antico.

## Biografia

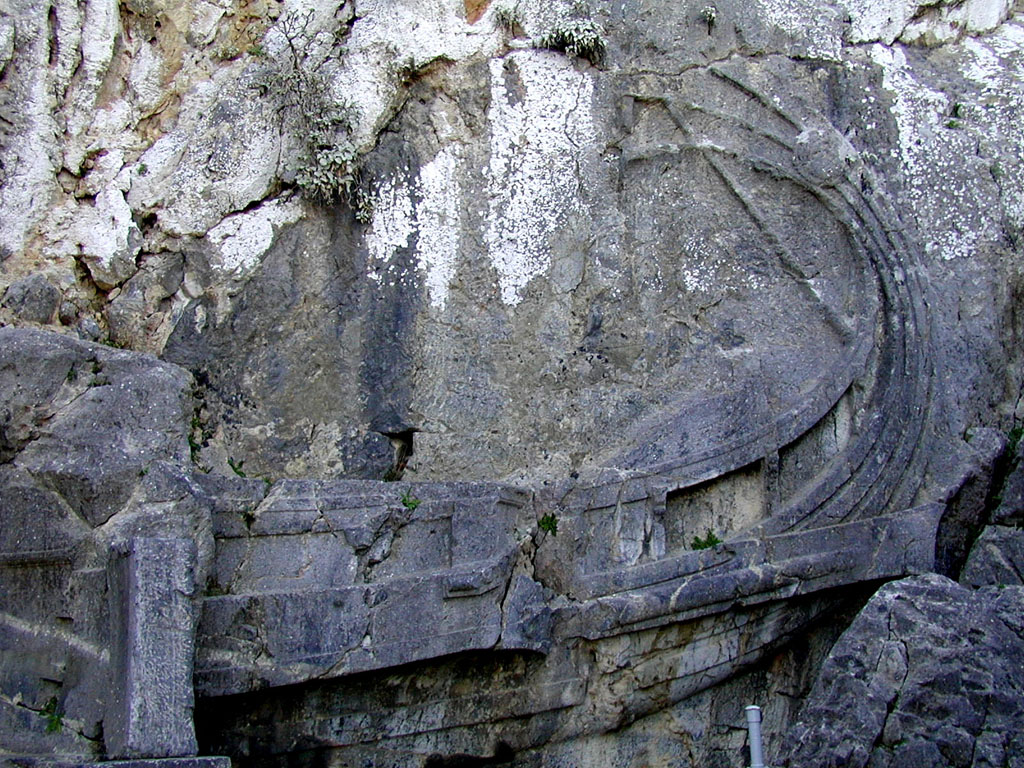
Roccia scolpita a forma di barca firmata da Pitocrito a Lindo

Pitocrito era figlio di Timocare di Rodi, anch'egli scultore. È conosciuto attraverso numerose firme su basi di statue, rinvenute soprattutto a Rodi ed è menzionato da Plinio il Vecchio. Sua anche l'immagine del navarco rodio Agesandro, che sorgeva sul rilievo rupestre dell'Acropoli di Lindo, con la rappresentazione della poppa di una bireme scolpita nella roccia.
Gli viene attribuita anche la Nike di Samotracia, considerata una scultura originale della scuola di Rodi del II secolo a.C., poiché è stato integrato con il nome di Pitocrito un frammento di firma d'artista, trovato sul luogo di ritrovamento della statua.